# Manuel Mariano Cáceres
Manuel Mariano Cáceres fue un político peruano. 
Fue elegido diputado por la provincia de Antabamba en 1889 durante el gobierno del presidente Andrés Avelino Cáceres
Fue elegido diputado por la provincia de Anta en 1892. Su mandato se vio interrumpido por la Guerra civil de 1894. 